# لومیتاپید
لومیتاپید (انگلیسی: Lomitapide) دارویی است که به عنوان یک عامل کاهش دهنده چربی برای درمان کلسترول خونی خانوادگی استفاده می‌شود. در کارآزمایی‌های بالینی به‌عنوان درمان منفرد و در ترکیب با آتورواستاتین، ازتیمیب و فنوفیبرات آزمایش شده است.
لومیتاپید به عنوان یک داروی یتیم برای کاهش کلسترول LDL، کل کلسترول، آپولیپوپروتئین B و کلسترول لیپوپروتئین غیر با چگالی (غیر HDL) در افراد مبتلا به هیپرکلسترول کلسترول بالا (همولیکلوزی) تایید شده است.  HoFH).

## مکانیسم عمل
لومیتاپید پروتئین انتقال تری گلیسیرید میکروزومی (MTP یا MTTP) را که برای تجمع و ترشح لیپوپروتئین با چگالی بسیار کم (VLDL) در کبد ضروری است، مهار می‌کند.